# (2958) Arpetito
(2958) Arpetito (1981 DG) – planetoida z pasa głównego asteroid okrążająca Słońce w ciągu 4,88 lat w średniej odległości 2,88 j.a. Odkryta 28 lutego 1981 roku.